# Gran Premio Bruno Beghelli 2007
Il Gran Premio Bruno Beghelli 2007, dodicesima edizione della corsa, si svolse il 14 ottobre 2007, per un percorso totale di 198 km. Venne vinto dall'italiano Damiano Cunego che terminò la gara in 4h29'01".

## Ordine d'arrivo (Top 10)
| Pos. | Corridore            | Squadra       | Tempo    |
| ---- | -------------------- | ------------- | -------- |
| 1    | Damiano Cunego       | Lampre        | 4h29'01" |
| 2    | Fabian Wegmann       | Gerolsteiner  | s.t.     |
| 3    | Alessandro Bertolini | Diquigiovanni | s.t.     |
| 4    | Mychajlo Chalilov    | Cer. Flaminia | s.t.     |
| 5    | Riccardo Riccò       | Saunier Duval | s.t.     |
| 6    | Leonardo Bertagnolli | Liquigas      | s.t.     |
| 7    | Luca Mazzanti        | Cer. Panaria  | s.t.     |
| 8    | Maksim Gourov        | Astana        | s.t.     |
| 9    | Luca Celli           | LPR           | s.t.     |
| 10   | Thomas Dekker        | Rabobank      | s.t.     |